# 4-chloorbenzotrifluoride
4-chloorbenzotrifluoride of parachloorbenzotrifluoride (meestal afgekort tot PCBTF) is een organische verbinding met als brutoformule C7H4ClF3. Het is een kleurloze vloeistof met een kenmerkende aromatische geur.

## Synthese
4-chloorbenzotrifluoride wordt verkregen door de fluorering (reactie met waterstoffluoride) van 4-chloorbenzotrichloride.

## Toepassingen
4-chloorbenzotrifluoride is een intermediair bij de synthese van kleurstoffen, geneesmiddelen en pesticiden, bijvoorbeeld trifluraline. Het is een geschikt oplosmiddel voor inkten. Het wordt ook gebruikt als diëlektrische vloeistof.